# إبراهيما ديالو
إبراهيما ديالو (بالفرنسية: Ibrahima Diallo)‏ (16 سبتمبر 1985 غينيا - ) هو لاعب كرة قدم غيني، يلعب كمدافع.

## مسيرته

### مسيرته مع الأندية
- 2004 - 2005 لعب مع نادي روان 27 مباراة.
- 2006 - 2010 لعب مع نادي رويال شارلروا 51 مباراة.
- 2010 - 2011 لعب مع أوستينده 27 مباراة سجل خلالها هدف.
- 2011 - 2012 لعب مع فاسلاند بيفيرين 22 مباراة.

## روابط خارجية
- إبراهيما ديالو على موقع قاعدة بيانات كرة القدم.إي يو (الإنجليزية)
- إبراهيما ديالو على موقع ليكيب (الفرنسية)
- إبراهيما ديالو على موقع ناشيونال فوتبول تيمز (الإنجليزية)
- إبراهيما ديالو على موقع Soccerway.com (الإنجليزية)
- إبراهيما ديالو على موقع AS.com (الإسبانية)